# Het Drents Schildersgenootschap
Het Drents Schildersgenootschap is een Nederlands kunstcollectief.
Het genootschap werd in november 1954 opgericht door een aantal Drentse kunstschilders, waaronder Erasmus Herman van Dulmen Krumpelman, Evert Musch en Arent Ronda. Zij waren eerder betrokken bij kunstkring De Drentse Schilders, die in 1953 ter ziele was gegaan. In tegenstelling tot de voormalige kunstkring, werden door het genootschap eisen gesteld aan kwaliteit; alleen kunstenaars die een zo hoog mogelijk artistiek niveau nastreefden konden toetreden. Eerste voorzitter werd Karst Hinderikus Lambers, burgemeester van Anloo. In de loop der jaren werden meerdere tentoonstellingen georganiseerd, met een aantal jubileumexposities in het Drents Museum.
In 1977 werd aan het genootschap de Culturele prijs van Drenthe toegekend. Het lidmaatschap is niet langer voorbehouden aan schilders, ook andere kunstenaars als grafici, keramisten en beeldhouwers kunnen toetreden. Leden zijn onder meer Flip Drukker, Kea Homan, Herman van de Poll, Bart Pots en Lydeke von Dülmen Krumpelmann